# Stictopisthus guamensis
Stictopisthus guamensis är en stekelart som beskrevs av Henry Keith Townes, Jr. 1958. Stictopisthus guamensis ingår i släktet Stictopisthus och familjen brokparasitsteklar. Inga underarter finns listade i Catalogue of Life.